# Sportzentrum Aichfeldhalle
Sportzentrum Aichfeldhalle – kryte lodowisko położone w Wiedniu. Zostało otwarte w 1976. Może pomieścić 2400 widzów. Wistąpili w nim m.in.: Iron Maiden.